# 偏头关千户所
偏头关千户所，明朝时设置的千户所。
成化十一年（1475年）于偏头关置，治所在今山西省偏关县。因西临黄河，四周环山，故为戍守要地。弘治十五年（1502年），鞑靼西掠偏头关，即此。清朝雍正三年（1725年）改置偏关县。 